# 石野真美
石野 真美（いしの まみ、1983年1月10日 - ）は、日本の陸上競技選手。専門は100メートルハードル。
千葉県立大多喜高等学校卒業後、日本女子体育大学に進学。大学では成瀬美紀と同期。卒業後は長谷川体育施設に所属。
2007年の日本選手権の100mハードルで優勝し、同年に大阪で開催された世界選手権に出場した。
2015年3月、長谷川体育施設を退社。

## 自己ベスト
- 100mハードル － 13秒08 （2006年10月22日／実業団・学生対抗陸上競技大会）

## 来歴
- 2007年　日本選手権 100mハードル　1位
- 2007年　世界選手権 100mハードル　一次予選敗退
- 2007年　実業団・学生対抗陸上大会　100mハードル　1位